# Partito Democratico del Sangiaccato
Il Partito Democratico del Sangiaccato (in serbo: Sandžačka Demokratska Partija - SDP; Санџачка демократска партија) è stato un partito politico attivo in Serbia dal 1995 al 2009.
È stato fondato in seguito ad una scissione interna al Partito d'Azione Democratica del Sangiaccato, su iniziativa di alcuni esponenti guidati da Rasim Ljajić.
Dopo aver fatto parte dell'Opposizione Democratica di Serbia e della successiva alleanza con il Partito Democratico, Ljajić è divenuto ministro del lavoro.
Nel 2009 il partito è confluito nel Partito Socialdemocratico di Serbia.